# Anoxi
Anoxi er i modsætning til hypoxi når kroppen har total iltmangel og der med også svært ved at fungere og overleve.